# كفر السقا
قرية كفر السقا هي إحدى القرى التابعة لمركز إيتاي البارود في محافظة البحيرة في جمهورية مصر العربية. حسب إحصاءات سنة 2006، بلغ إجمالي السكان في كفر السقا 1151 نسمة، منهم 614 رجل و537 امرأة.